# Fritz Wilhelm Emanuel Peters
Fritz Wilhelm Emanuel Peters (* 21. Januar 1865 in Ludwigslust; † 17. September 1932 in Horneck i. B.) war ein deutscher Bauingenieur und -beamter. Er war von 1909 bis 1930 Stadtbaurat in Leipzig.

## Leben
Fritz Peters, Sohn des Geheimen Veterinärrats Friedrich Peters, besuchte die Realgymnasien in Ludwigslust und Schwerin. Nach dem Abitur war zunächst praktisch in Esslingen tätig. 1885 ging er zum Studium des Bauingenieurwesens an die Technische Hochschule Hannover und wurde Mitglied des Corps Macaro-Visurgia Hannover. Nachdem er 1889 das Studium abgeschlossen hatte, legte er in der Folge die preußischen Staatsprüfungen ab. Zunächst war er bei der Eisenbahn und im Wasserbau tätig. 1909 wurde er zum Stadtbaurat und Chef der städtischen Tiefbauverwaltung in Leipzig ernannt.
Peters war Aufsichtsratsvorsitzender der Gewerkschaft Leipzig-Dölitzer Kohlenwerke sowie Aufsichtsratsmitglied der Leipziger Autobahn AG, der Kraftverkehr Freistaat Sachsen AG und der Leipziger Flugplatz AG. Er war stimmberechtigtes Mitglied des technischen Ausschusses für den Mittellandkanal sowie Mitglied des Rates der Stadt Leipzig. Als Autor bautechnischer Artikel publizierte er in Fachzeitschriften.

## Auszeichnungen
- Sankt-Stanislaus-Orden 3. Klasse, 1913[3]
- Ritter III. Klasse des Verdienstordens vom Heiligen Michael, 1914[4]
- Ritterkreuz des Franz-Joseph-Ordens, 1914[5]
- 1933 wurde nach ihm in Leipzig der Peterssteg benannt.

## Bauprojekte
- Bahnlinie Schmalkalden-Zella-Mehlis
- Schiffshebewerk Henrichenburg
- Große Trockendocks in Kiel
- Hauptbahnhofsbauten in Leipzig
- Umbau der Kanalisation und Hochwasserregulierung in Leipzig

## Schriften
- Beiträge über Leipzig und den Mittellandkanal. In: Jahrbuch der Hafenbautechnischen Gesellschaft, 11. Band, 1928/1929